# Cantón de Ligné
El cantón de Ligné era una división administrativa francesa, que estaba situada en el departamento de Loira Atlántico y la región de Países del Loira.

## Composición
El cantón estaba formado por 4 comunas:
- Couffé
- Le Cellier
- Ligné
- Mouzeil

## Supresión del cantón de Ligné
En aplicación del Decreto n.º 2014-243 de 25 de febrero de 2014, el cantón de Ligné fue suprimido el 22 de marzo de 2015 y sus 4 comunas pasaron a formar parte; tres del nuevo cantón de Nort-sur-Erdre y una del nuevo cantón de Ancenis  .